# Chloroclystis eurylopha
Chloroclystis eurylopha là một loài bướm đêm trong họ Geometridae.